# Klížska Nemá
Klížska Nemá (węg. Kolozsnéma) – wieś i gmina (obec) w powiecie Komárno w kraju nitrzańskim na Słowacji, sama wieś wzmiankowana w 1268 roku.
W 2011 roku populacja wynosiła 520 osób, około 93% mieszkańców stanowili Węgrzy, 6% Słowacy.